# شبگرد مردابی
 شبگرد مردابی (نام علمی: Caprimulgus natalensis) نام یک گونه از تیره شبگردان است.